# SSX (jogo eletrônico de 2012)
SSX (Snowboard Supercross) é um jogo de vídeo de snowboard da série SSX da Electronic Arts. Revelado pela primeira vez nos Spike Video Game Awards de 2010 sob o título de desenvolvimento SSX: Deadly Descents, o vídeo do jogo apareceu para mostrar uma direção muito mais sombria para a série do que os jogos anteriores, mas que mostra, em filmagens posteriores, um tom mais claro. SSX vai incluir o uso de cursos reais, ao invés de os cursos fictícios de jogos passados. Em 29 de junho de 2011, a Sony e a Nintendo confirmaram que estão testando o jogo para as suas novas consolas portáteis.[carece de fontes?] Uma demonstração de SSX foi lançada em 21 de fevereiro de 2012 na Xbox Live e um dia depois na PlayStation Network. O jogo foi lançado em 28 de fevereiro de 2012 na América do Norte, em 1 de março na Austrália e Nova Zelândia, 2 de março na Europa e 15 de março no Japão. No dia 26 de maio de 2016, o jogo tornou-se compatível com o Xbox One e posteriormente com o Xbox Series S|X, através da retrocompatibilidade com o Xbox 360.

## Jogabilidade
Em SSX, os jogadores assumem o papel de um membro de uma equipa praticando snowboard numa variedade de montanhas do mundo real, como nos Himalaias e na Antártida. Jogabilidade vai incluir quedas de helicóptero, avalanches, e o uso de wingsuits. Em 3 de junho, a EA divulgou o trailer pela primeira vez desde o primeiro trailer, em 2010. O trailer lançado para a E3 de 2011 confirmou o retorno do veterano da SSX Mackenzie "Mac" Fraser.
O mapeamento e nível de design para SSX será muito diferente de entradas anteriores da série, com uma jogabilidade de mundo mais aberta e menos barreiras ou paredes invisíveis. A EA Canada usou dados emprestados da NASA para gerar 27 montanhas de cerca de 9 cadeias montanhosas existentes ao redor do mundo. Estes dados foram utilizados apenas como base para o nível de design, e os desenvolvedores criaram o seu próprio terreno em cima dela. Os jogadores serão capazes de usar helicópteros para viajar para os diversos locais. Contará com montanhas de Montanhas Rochosas do Canadá, Alaska, Patagônia, Antártica, os Alpes, na África, os Himalaias, na Sibéria, Japão e Nova Zelândia.
Um filme lançado em 5 de junho de 2011 mostrou uma jogabilidade pre-alpha. Em filmagens posteriores eram helicópteros, objetivos, uma interface nova, mais e maiores mapas (com aumento de inovações gráficas, como sombreamento melhor e neve-spray), o retorno do sistema "combo" que permite a acumulação de pontos de truques, comentários, diálogos, corridas, competições de truques e graffiti.
Enquanto todas as montanhas estarão disponíveis no Xbox 360 e no PlayStation 3, o Monte Fuji será conteúdo exclusivo no PlayStation 3(seja na edição normal ou limitada devido á relação entre a EA e a playstation) e somente na edição limitada para Xbox 360.
A edição limitada(somente disponível na Europa)contém o Monte Fuji para Xbox 360,o personagem Eddie Wachowski e uma roupa bônus para Mac que é a mesma da capa.
O jogo vai incluir uma palavra-chave online, mas a EA terá uma abordagem semelhante ao jogo Homefront. Embora o acesso ao multiplayer online não seja restrito, os jogadores não receberão os créditos pelas suas performances online sem a palavra-passe

## Personagens
Elise Riggs do jogo original SSX foi o primeiro personagem jogável a ser revelado a 27 de maio de 2011 por meio de uma história em quadradinhos junto com um vídeo. Mackenzie "Mac" Fraser, Kaori Nishidake, Moby Jones, Psymon Stark, Zoe Payne, Griff Simmons, e Eddie Wachowski (bónus de pré-ordem) também são veteranos que irão aparecer no jogo. Novos personagens no jogo incluem Tane Mumea, Alex Moreau e Ty Thorsen. A 8 de novembro, foi anunciado em Conan O'Brien que Travis Rice seria um personagem jogável. Em 27 de maio de 2011, a EA Sports lançou uma história em quadradinhos sobre o personagem Elise e continuou a lançar mais banda desenhada de personagens com base no tempo ou na quantidade de "likes" na página SSX na rede social Facebook.

## Banda Sonora

### Canções
As canções já confirmadas são:
- Run-D.M.C. - "It's Tricky" (Pretty Lights Remix)
- Pretty Lights - "Hot Like Dimes"
- Las Ketchup - "Kusha Las Payas" (Spain only)
- The Qemists - "Lifeline"
- The Naked and Famous - "Young Blood"
- Noisia - "Could This Be"
- DJ Shadow - "I Gotta Rokk" (Irn Mnky Swagger Mix)
- Camo & Krooked - "Portal"
- Flux Pavillion - "I Can't Stop"
- Two Door Cinema Club - "Something Good Can Work" (The Twelves Remix)
- Handsome Furs - "Damage"
- Theophilus London - "I Stand Alone (Ocelot Remix)"
- Nero - "Scorpions"
- The Herbaliser - "What You Asked For"
- Foster the People - "Houdini"
- Felguk feat. Example - "Plastic Smile"
- Skrillex feat. Foreign Beggars & Bare Noize - "Scatta"
- Dels ft. Joe Goddard and Roots Manuva - "Capsize"
- The Qemists - "Stompbox (Spor Remix)"
- Konrad Old Money - "Big Error"
- Wretch 32 - "Traktor"
- Turbowolf - "A Rose for The Crows"
- TRS-80 - "Mirage"
- Raffertie - "Twitch (It Grows and Grows)"
- The Qemists - "Deadly Rocks"
- The Qemists - "People's Air"
- The Qemists - "People's Gravity"
- The Qemists feat. Kellermensch - "Bones"
- Camo & Krooked - "Final Destination"
- Camo & Krooked - "Heat"
- Camo & Krooked - "The Grid"
- Camo & Krooked - "Breezeblock"
- Amon Tobin - "Clear Skys"
- Raffertie - "Altitude"
- Raffertie - "Siberia"
- Raffertie - "Snowfall"
- Digitalism - "Blitz"
- Hyper - "Accelerate"
- The Big Pink - "Stay Gold"
- The Hives - "1000 Answers"
- The Prototypes - "Your Future"
- Kid Digital ft. Profit - "Done With That"
- Noisia - "Machine Gun"
- Styrofoam Ones - "Better"
- Zion I And The Grouch - "Drop It On The 1"
- JBoogie's Dubtronic Science  feat. Alma the Dreamer, Cait La Dee and Raashan Ahmed - "Magik" (Egyptian Lover Remix)
- Lateef the Truthspeaker ft. Del the Funky Homosapien and The Grouch - "Oakland"

## Recepção
SSX mantém uma média de 82% e 84% para Xbox 360 e PS3, respectivamente, no site de críticas agregadas Metacritic.

### Criticas Profissionais
O site IGN deu a SSX uma pontuação de 9/10 na sua crítica, afirmando que "SSX é o jogo que tem faltado a esta geração". O único aspecto negativo foi a falta de corridas online mas que os outros dois modos online compensam essa falta. A Gamespot com uma pontuação de 8.5/10 refere que SSX "é uma evolução fantástica da série que proporciona emoções extremas, como nenhum jogo de snowboard antes dele." O blog especializado Joystiq com uma pontuação de 3.5/5 argumenta "Quando SSX não estava tentando o seu melhor para me afastar, eu adorei cada minuto dele. Do ponto de vista mecânico, é o melhor tratamento de "desportos radicais" que recebeu a atual geração de consolas até ao momento. Infelizmente, ele está envolvido num programa velho e sujo dos X-Games de 98 e pontuado por momentos frustrantes." A 1UP com uma pontuação de "B-" diz que "Online revolucionário que recupera elementos de outra forma esquecíveis." A GameInformer (7.75/10) diz que "alguém que esperou anos para um jogo SSX novo, a frustração que eu descobri nas últimas picadas de "snowboarder" da EA Sports. Entre a forte infra-estrutura online e os controles excelentes, a fundação está aqui para o reinício que a franquia SSX merece. Só espero que essa equipe recebe outra chance de ir para o ouro e corte fora todos os floreios realistas desnecessários da próxima vez."

## Ligações Externas
- Site oficial